# (10542) Ruckers
(10542) Ruckers ist ein Asteroid des Hauptgürtels, der am 2. Februar 1992 von Eric Walter Elst vom European Southern Observatory entdeckt wurde. Er hat einen Durchmesser von 7,4 Kilometer.
Der Asteroid ist nach dem flämischen Cembalobauer Hans Ruckers benannt.